# City Without Baseball
City Without Baseball (in lingua cinese 無野之城; stilizzato 無野の城; jyutping mou4 je5 zi1 sing4) è un film del 2008 diretto da Lawrence Ah Mon.
La pellicola vede la partecipazione di Ron Heung e altri membri della squadra nazionale di baseball. È diretto da Lawrence Ah Mon, regista sudafricano di Hong Kong, in una città in cui questo sport è quasi sconosciuto e dove la squadra gioca a stadi vuoti.
Il film esplora diversi temi tradizionalmente considerati "tabù" nella società civile in un modo insolitamente aperto, sfidando le convenzioni generali e gli stereotipi di genere e presentando inoltre una nudità maschile frontale completa in diverse scene.
Si tratta del primo di sette film di questo genere scritti e sceneggiati da Scud (il nome d'arte dello scrittore e produttore cinematografico hongkonghese Danny Cheng Wan-Cheung). I suoi sei film successivi sono: Permanent Residence del 2009, Amphetamine del 2010, Love Actually ... Sucks! del 2011, Voyage del 2013, Utopians del 2015 e Thirty Years of Adonis del 2017. Il suo ottavo film, intitolato Naked Nation, è in corso di produzione nel 2018..

## Trama
I membri effettivi della squadra nazionale di baseball di Hong Kong appaiono nel film come se stessi, in una storia ambientata nel 2004. La loro esistenza isolata li porta a intraprendere scelte non convenzionali sia nel campo dell'amore che dell'amicizia e a convogliare su di sé un grande coraggio di fronte alla loro solitaria e "disconnessa" esistenza.
La storia si concentra sul personaggio semplice, ma spesso distaccato, Ronnie - interpretato dal giocatore Ron Heung - e sulle sue amicizie e relazioni con gli altri, sia dentro che fuori dal campo sportivo.